# Rhynchospora blepharophora
Rhynchospora blepharophora är en halvgräsart som först beskrevs av Jan Svatopluk Presl och Karel Presl, och fick sitt nu gällande namn av Hans Heinrich Pfeiffer. Rhynchospora blepharophora ingår i släktet småag, och familjen halvgräs. Inga underarter finns listade i Catalogue of Life.